# Dongfeng Peugeot-Citroën Automobile
Dongfeng Peugeot-Citroën Automobile är en kinesisk biltillverkare som ägs av Dongfeng och PSA. De tillverkar varianter av Peugeot- och Citroënmodeller anpassade för den kinesiska marknaden.